# Тісеу (комуна)
Тісеу (рум. Tisău) — комуна у повіті Бузеу в Румунії. До складу комуни входять такі села (дані про населення за 2002 рік):
- Ізворану (188 осіб)
- Ізвору (300 осіб) — адміністративний центр комуни
- Бербунчешть (116 осіб)
- Валя-Селчіїлор (656 осіб)
- Греждана (1013 осіб)
- Лейкулешть (208 осіб)
- Педуреній (466 осіб)
- Салча (56 осіб)
- Стрезень (680 осіб)
- Тісеу (827 осіб)
- Халеш (666 осіб)

Комуна розташована на відстані 93 км на північний схід від Бухареста, 18 км на захід від Бузеу, 114 км на захід від Галаца, 92 км на південний схід від Брашова.

## Населення
За даними перепису населення 2002 року у комуні проживали 5176 осіб, усі — румуни. Усі жителі комуни рідною мовою назвали румунську.
Склад населення комуни за віросповіданням:
| Релігія            | Кількість осіб | Відсоток |
| ------------------ | -------------- | -------- |
| православні        | 5159           | 99,7%    |
| лютерани           | 6              | 0,1%     |
| п'ятдесятники      | 4              | 0,1%     |
| адвентисти         | 3              | 0,1%     |
| бретрени           | 2              | < 0,1%   |
| не вказали релігію | 2              | < 0,1%   |